# Райвіс Юрковскіс
Райвіс Андріс Юрковскіс (латис. Raivis Andris Jurkovskis, нар. 7 грудня 1996, Лієпая, Латвія) — латвійський футболіст, фланговий захисник клубу «Рига» та національної збірної Латвії.

## Ігрова кар'єра

### Клубна
Свою футбольну кар'єру Райвіс Юрковскіс почав в клубі «Металургс». Після банкрутства клуба, футболіст перейшов до стану клубу - наступника «Лієпая». Сезон 2015 року Юрковскіс почав як гравець основи свого клубу. Вже в першому сезоні Юрковскіс виграв титул чемпіона країни. Сезон 2016 року захисник провів в оренді в столичному РФШ. Після повернення до «Лієпаї» Райвіс виграв з клубом національний Кубок.
На початку 2021 року Юрковскіс як вільний агент приєднався до ірландського «Дандолка».
Та вже через рік футболіст повернувся до Латвії - де став гравцем столичного клубу «Рига», разом з яким виграв Кубок та Суперкубок країни.

### Збірна
3 лютого 2018 року у товариському матчі проти команди Південної Кореї Райвіс Юрковскіс дебютував в складі національної збірної Латвії.

## Титули
Лієпая
 Чемпіон Латвії: 2015
 Переможець Кубка Латвії: 2017, 2020
Рига
 Переможець Кубка Латвії: 2023
 Переможець Суперкубка Латвії: 2024
Дандолк
 Переможець Кубка Президента: 2021
Латвія
 Переможець Балтійського кубка: 2018